# Бастион-03
«Бастион-03» («Бастіон-03»)— украинская реактивная система залпового огня, состоящая из шасси КрАЗ-6322 и боевой части РСЗО 9К57 «Ураган».
Предназначен для уничтожения живой силы и боевой техники противника, артиллерийских и минометных батарей, разрушения укреплений, опорных пунктов и узлов сопротивления противника.

## История
В конце 2008 года было принято решение сделать КрАЗ основным типом грузовика в украинской армии, поэтому было принято решение о унификации шасси реактивной артиллерии. Модернизированным вариантом 122-мм РСЗО БМ-21У «Град-М» на шасси КрАЗ-6322 стали РСЗО «Бастион-01» и «Бастион-02».
В 2010 году по заказу министерства обороны Украины был разработан «Бастион-03», в этом же году он был принят на вооружение вооружённых сил Украины.

## Описание
Платформа боевого комплекса — полноприводный грузовик повышенной проходимости КрАЗ-6322 с колёсной формулой 6х6.
Автомобиль работает в экстремальных природных, климатических и дорожных условиях в диапазоне температур от −50 до +60 °С на высоте до 5 тыс. м над уровнем моря, преодолевает водные преграды глубиной до 1,5 м, снежный покров до 0,6 м. Оборудован системой централизованной подкачки шин, обеспечивающей высокую проходимость по грунтам с низкой несущей способностью. По заказу потребителя автомобиль может быть выполнен как с левосторонним, так и правосторонним рулевым управлением, оснащаться броневой защитой кабины, основных узлов и агрегатов.